# Thomas Brennan
Thomas Brennan –conocido como Tommy Brennan– (29 de enero de 1940-20 de julio de 2014) fue un jinete irlandés que compitió en la modalidad de concurso completo. Ganó una medalla de oro en el Campeonato Mundial de Concurso Completo de 1966, en la prueba por equipos.

## Palmarés internacional
| Campeonato Mundial | Campeonato Mundial     | Campeonato Mundial | Campeonato Mundial |
| Año                | Lugar                  | Medalla            | Categoría          |
| ------------------ | ---------------------- | ------------------ | ------------------ |
| 1966               | Burghley (Reino Unido) | Medalla de oro     | Por equipos        |